# Robert Fellowes, Barão Fellowes
Robert Fellowes, Barão Fellowes (Sandringham, 11 de dezembro de 1941 – 29 de julho de 2024) foi um nobre inglês, secretário particular da rainha Elizabeth II entre 1990 e 1999. Ele foi mais conhecido por ser o cunhado da falecida Diana, Princesa de Gales.

## Vida familiar
Robert Fellowes foi filho do major sir William "Billy" Albermarle Fellowes, um agente da rainha em Sandringham, e de sua esposa, Jane Charlotte Ferguson, filha do general-de-brigada Algernon Francis Holford Ferguson (bisavô de Sarah, Duquesa de Iorque). Os Fellowes de Shotesham são uma antiga família do campo, relacionados com os lordes de Ramsey (ramo antigo). De acordo com o genealogista Michael Rhodes, "os De Ramsey descendem de um tal Coulson Fellowes (1696-1769), e o marido de lady Jane, lorde Fellowes, descende um irmão mais jovem de Coulson, William, de Shotesham Park, Norfolk". Julian Fellowes, roteirista de Gosford Park, filme de 2001, é um primo distante.

## Casamento
Robert Fellowes casou-se com lady Cynthia Jane Spencer, filha de Edward John Spencer, 8º Conde Spencer, e irmã de Diana, Princesa de Gales, no dia 20 de abril de 1978, na Abadia de Westminster. Naquele tempo, Robert era secretário particular assistente da rainha. A então lady Diana Spencer foi uma dama de honra. Robert e Jane Fellowes têm três filhos:

## Descendência
- Laura Jane Fellowes ([9 de julho de 1980)
- Alexander Robert Fellowes (23 de março de 1983)
- Eleanor Ruth Fellowes (20 de agosto de 1985)

Cada um dos três filhos possui, desde junho de 199], o título The Honourable, porque naquela época Robert recebeu como título vitalício o título de barão (só pode ser usado por ele em vida e não pode ser herdado por descendentes). Atualmente, a residência da família localiza-se a oeste de Norfolk.
Seu filho Alexander é da classe do quarto ano de Trinity College  e foi educado em Eton College, como seu pai, tio materno (ver Charles Spencer, 9º Conde Spencer) e primos reais (ver príncipes William e Harry). Ele é presidente de Claret Club, uma velha sociedade etoniana.

## Carreira inicial
Fellowes foi educado em Eton College e juntou-se ao regimento Scots Guards em 1960. Depois de completar o serviço, em 1963, entrou para a indústria bancária, trabalhando em  Allen Harvey and Ross Ltd, Discount Brokers and Bankers entre 1964 e 1977. Ele foi o diretor de administração em 1968.

## Serviço real
Em 1977, Fellowes foi recrutado para se juntar a Casa Real como secretário particular assistente, trabalhando durante vinte anos para secretário particular. Em 1986, tornou-se deputado e finalmente em 1990, secretário particular da rainha. Foi apontado também palafreneiro extra e guarda dos Arquivos Reais, enquanto secretário particular. Em 1993, tornou-se membro do Fundo da Royal Collection. Durante sua posse, acredita-se que ele tenha ganhado relativamente pouco (150 mil libras esterlinas por mês); porém, isto foi compensado com casas de Graça e Favor. Em 1996, o então diretor de finanças da rainha, sir Michael Peat, por razões financeiras, aconselhou Elizabeth II ordenar o despejo de nobres e conselheiros de diversos apartamentos dos palácios da família real. Fellowes, que vivia em Old Barracks, no Palácio de Kensington, estava incluído na lista.
Robert Fellowes deixou sua posição em fevereiro de 1999, para retornar ao campo de bancos privados. Sua renúncia tinha sido anunciada implicitamente em 1º de junho de 1998, quando seu sucessor, Robin Janvrin, foi nomeado. Mais tarde naquele ano, em 12 de junho tornou-se o "barão Fellowes, de Shotesham no Condado de Norfolk". Até aquele momento, ele era conhecido como sir Robert Fellowes.
Lord Fellowes entrou para a Câmara dos Lordes e tomou lugar nela formalmente em 26 de outubro de 1999. Segundo relatórios da Câmara dos Lordes, Robert Fellowes permanece tecnicamente um membro da Casa Real.

## Retorno à vida privada
Depois de se retirar, tornou-se vice-presidente e então presidente do banco privado Barclays. Robert Fellowes é também diretor da companhia, membro do Fundo Memorial Winston Churchill, do Fundação Mandela-Rhodes, do Fundo Rhodes e vice-presidente da Commonwealth Institute. Em 2001, tornou-se presidente de Prison Reform Trust.

## Morte
Robert morreu no dia 29 de julho de 2024, aos 82 anos por causas não reveladas.

## Honras e condecorações
- Tenente da Real Ordem Vitoriana (1983)
- Companheiro de Bath (1987)
- Cavaleiro Comandante da Ordem Vitoriana (1989)
- Cavaleiro Comandante de Bath (1991)
- Cavaleiro da Grande Cruz da Ordem Vitoriana (1996)
- Cavaleiro da Grande Cruz de Bath ([[1998)
- Ordem de Serviço da Rainha (1999)

Ele foi feito um Conselheiro Privado em 1990. Robert atuou como Secretário e Escrivão da Ordem ao Mérito quando, a 10 de junho de 2005, a Baronesa Boothroyd, uma ex-porta-voz da Câmara dos Comuns, foi investida com a ordem.